# Fyrverkarkåren
Fyrverkarkåren, var ett artilleriförband inom svenska armén som verkade i olika former åren 1833–1876. Förbandsledningen var förlagd i Stockholms garnison i Stockholm

## Historia
Åren 1826–1832 drev Svea artilleriregemente ett detachement i Marieberg på Kungsholmen, för tillverkning av brandraketer. År 1833 omvandlades detachementet till en raketkår, som 1846 förändrades till en fyrverkarkår med förläggning vid Marieberg på Kungsholmen i Stockholm, där även kårens rakettillverkning försiggick. Officerare och underofficerare vid denna kår kommenderades från artilleriregementena, där de kvarstod med lön på stat; dessutom bestod kåren av en förste och två andre överfyrverkare samt 22 fyrverkare med löner på kårens stat.
År 1876 upplöstes fyrverkarkåren i sammanhang med artilleriets omorganisation. De på densamma kommenderade officerarna och underofficerarna fortsatte sin tjänstgöring vid Mariebergs ammunitionsfabrik, som samtidigt organiserades för att överta fyrverkarkårens uppgifter. Kårens siste chef, major Knut Henrik Posse, fungerade som styresman för ammunitionsfabriken, som organiserades under Arméförvaltningens tygdepartement, en föregångare till dagens FMV. Fabriken kvarlevde till 1950.
Kårens namn förekommer idag i gatunamnet Fyrverkarbacken i Marieberg.

## Förbandschefer
- 1826-1830: Carl Silfverschiöld
- 1830-1859: Johan Wilhelm Westerling
- 1859-1870: Claes Gustaf Breitholtz
- 1870-1876: Knut Henrik Posse

## Namn, beteckning och förläggningsort
| Raketkåren     | 1832 | – | 1845 |
| Fyrverkarkåren | 1845 | – | 1876 |

| Marieberg (F) | 1832 | – | 1876 |

### Webbkällor
Den här artikeln är helt eller delvis baserad på material från Nordisk familjebok, Fyrverkare, 1904–1926.